# 查理·羅斯
小查爾斯·皮特·“查理”·羅斯（Charles Peete "Charlie" Rose, Jr.，1942年1月5日—），美國脫口秀主持人與新聞記者。1991年，他開始主持訪談節目《查理·罗斯访谈录》，並於1993年起透過公共电视网（PBS）在全美播出。2012年起，他也成為《CBS今晨》（暫，CBS今晨）的共同主播。他與也是CBS經典節目《面對面》（暫，Person to Person）的主持人，《面對面》原是於1953年至1961年間由爱德华·默罗主持，並讓名人們在家中受訪的新聞節目。

## 早年生活
羅斯生於北卡罗来纳州亨德森，是瑪格麗特（娘家姓弗雷澤）與查爾斯·彼特·羅斯三世的獨生子，家裡是菸草農，並有一家商店。童年時，羅斯與雙親住在亨德森的商店樓上，並從7歲開始就幫忙家裡做生意。羅斯在一段訪問中坦言，他小時候常常因為永無止盡的好奇心闖出大禍。作為高中的籃球明星，羅斯進入杜克大学就讀，成為醫學預科生，打算攻讀學位，但一次在民主黨北卡羅萊納州參議員喬丹辦公室的實習讓他對政治產生興趣。羅斯於1964年畢業，擁有歷史學士學位。在就讀杜克大學時，他曾是卡巴奥发兄弟会成員之一。1968年，他從杜克大学法学院獲得法律博士學位。並在杜克大學認識自己的妻子瑪麗（金恩）。

## 私生活
羅斯與瑪莉·羅斯（娘家姓金恩）的12年婚姻於1980年告吹，瑪莉是前摩根士丹利主席麦晋桁的姨子。1993年起，羅斯的伴侶是紐約城市規劃委員會主席與城市規劃部主任、社交名媛亞曼達·伯頓，亞曼達是CBS創始者威廉·佩利的繼女。
2006年3月29日，羅斯經在敘利亞發生短暫的呼吸不順暢狀況後，飛往巴黎的喬治-龐畢度歐洲醫院進行二尖瓣膜修復手術；他的手術由該項手術的先驅阿兰·卡尔庞捷指導。羅斯在2006年6月12日重回播音台，跟節目執行製作比爾·莫爾斯與伊薇特·維加討論他的手術與修養。
2009年，在一場訪談中，羅斯形容自己的人生是「偉大而光榮的」。他補充道：「每天早上起床都是場冒險。冒險中充滿有趣的人。我掌控著自己的命運。我的任何付出不是要求立即回報，但我會得到反饋。」
羅斯在北卡罗来纳州亨德森有一間房子，在牛津有一座575-英畝（2.33-平方）的農場、在纽约中央公園有一座公寓、在蘇福克郡的小鎮貝爾波特有一座公寓、在华盛顿哥伦比亚特区有一座公寓，在法国巴黎也有一座公寓。
2017年11月20日，《華盛頓郵報》揭露8名女子指控曾被羅斯性騷擾，PBS宣布《查理·罗斯访谈录》停播。

## 外部連結
- 官方网站
- YouTube上的Charlie Rose頻道
- C-SPAN內的頁面（英文）
- 查理·羅斯在互联网电影资料库（IMDb）上的資料（英文）
- Charlie Rose collected news and commentary at the Los Angeles Times
- 查理·羅斯在《紐約時報》上的節選新聞及評論